# Tetsuo Hara
Tetsuo Hara (原 哲夫, Hara Tetsuo) est un auteur de bande dessinée japonaise né le 2 septembre 1961 à Tōkyō.
Il est principalement connu pour avoir dessiné le manga Ken le Survivant (北斗の拳, Hokuto no Ken, trad. litt. « le poing du grand chariot »).

## Biographie
Il est atteint d'une déformation oculaire rare, la cornée conique, l'obligeant à fermer un œil pour dessiner et à reprendre à de multiples reprises ses dessins pour en rectifier les erreurs dues à la déformation de perspective que cela induit. Grâce à ces efforts, il parvient à fournir des dessins particulièrement bien réalisés.

## Histoire

### Son enfance
Très jeune, il est attiré par le monde du dessin et décide un beau jour de devenir artiste. Au départ celui-ci n’était guère intéressé par le milieu du manga, il trouvait que des dessins fixes sur une feuille de papier étaient sans intérêt. À l’âge de 9 ans, le jeune garçon rêvait déjà d’être un grand animateur dans l’un des grands studios d’animation nippone (en pleine explosion à l’époque). Il passait son temps, en cours de mathématiques, à dessiner des personnages animés en bas de ses feuilles de cours et à les faire bouger en tournant les pages à grande vitesse à la manière d'un flipbook.
Le jeune talent fut affecté à un internat durant 6 mois. C’est durant cette période que pendant les longues après-midis d’hiver celui-ci se mit à lire des mangas empruntés à son camarade de chambre. Il fit la découverte de Tensai Bakabo, écrit par Fujio Akatsuka. Le jeune Tetsuo Hara fut stupéfait de la manière dont l’auteur de ce manga rendait les mouvements aussi fluides et réalistes de ses personnages sur une simple feuille de papier.
Commence alors l’épopée de cet artiste au coup de crayon dynamique. Il fait ses débuts dans un petit magazine intitulé Tenshin Ranman, qu'il crée avec un groupe d'amis au lycée, tiré à 30 exemplaires et imprimé à l'aide d'une photocopieuse. Dans ce magazine, il publie une petite histoire policière, Gendai no jinsei, qui s'inspire en de nombreux points du style très caractéristique de Katsuhiro Ōtomo ou encore de Modern Life tiré d’un récit de Shin'ichi. La même année il se décide à envoyer ses travaux à Takao Yaguchi, auteur de Paul le pêcheur. Il obtient alors un petit boulot d’assistant durant l’été. Finalement Yaguchi se passe de ses services en lui répondant que son style manque encore de maturité et qu'il doit continuer à s’exercer.
Après ce cuisant échec, le jeune homme travaille pour survivre dans un petit restaurant qui sert des rāmen. Il suit alors les cours du soir de la prestigieuse école de mangaka de Kazuo Koike « Lone Wolf » (dont aujourd’hui l’un de ses locaux à Ōsaka s’est spécialisé dans le monde de l’animation en général avec une section Computer Graphics, mentors de la plupart des entrants au studio Gonzo).

### Ses débuts
Durant le mois de novembre 1981, diplômé du lycée Hongō, Hara est décidé à franchir le pas et envoie son manga Gendai no jinsei à la société éditrice dominante, la Shūeisha (qui a publié entre autres Saint Seiya, Dragon Ball, Cobra, City Hunter, Rokudenashi Blues...). Son travail atterrit dans les mains de Buichi Terasawa (Cobra), lequel semble apprécier les talents du jeune homme et trouve pour lui un poste d'assistant aux côtés de Yoshihiro Takahashi (auteur de Ginga Nagareboshi Gin) durant près de 2 ans.
Hara abandonne rapidement son poste d'assistant pour faire ses preuves lors de la 33e édition du concours Fresh Jump pour jeunes talents organisé par la Shūeisha, avec son manga Super Challenger, consacré à l'univers de la boxe. Victorieux, il tente l'aventure solitaire en août 1982 avec son premier véritable titre officiel dans un volume spécial de la principale revue, Weekly Shōnen Jump, en tout début de magazine, Mad Fighter, hommage évident à son héros favori Mad Max. De ce point de vue, Mad Fighter peut être considéré comme le prédécesseur immédiat de Hokuto no Ken... C'est en effet dans Mad Fighter qu'il élabore plusieurs thèmes qui prendront leur pleine mesure dans son chef-d’œuvre. Cependant, le succès bouda cette œuvre de jeunesse. Suit ensuite la sympathique histoire de Crash Hero, publiée dans le numéro 43 de 1982 du Weekly Shōnen Jump, sorte de prologue à Iron no Don Quichote.
Premier manga de Tetsuo Hara, Iron no Don Quichote narre les histoires d’un jeune héros pilote de moto-cross, une sorte de Michel Vaillant version pays du soleil levant.

### Son succès
L'auteur est néanmoins bien décidé à commencer une autre histoire sur un épisode introductif de sa nouvelle œuvre, Hokuto no Ken. Deux histoires complètes, publiées dans un numéro spécial de Shōnen Jump en avril 1983, relatent l'adolescence de Kenshirō Kasumi avant l'holocauste. Elles sont très appréciées par le public et la Shūeisha, et celle-ci décide de lui laisser développer l'histoire en lui adjoignant le scénariste Buronson. Le succès est fulgurant. Rapidement adaptée en un anime, le 11 octobre 1984, la série rencontre le succès sur tous les formats. L'aventure prend fin en 1989, et le jeune artiste se sépare de son scénariste. Cyber Blue (ja), son manga suivant scénarisé par Rūichi Mitsui (三井隆一) d'après une œuvre de Bob, est également un très gros succès, mais essuie de très vives critiques notamment à cause de son caractère ultra violent. Il l'abandonne au bout de quatre volumes pour se consacrer à son deuxième grand succès, Keiji, d'après l'œuvre de Keiichirō Ryū (ja), un célèbre romancier japonais, qui publia surtout des romans basés sur sa conception révolutionnaire de l'histoire japonaise, et scénarisé par Mio Asō (麻生未央). Pendant près de dix ans, Tetsuo Hara se basera sur des œuvres de Ryū pour créer ses mangas (outre Keiji, il y eut Kagemusha Tokugawa Ieyasu (ja), scénarisé par Shō Aikawa (scénariste) (en), et Sakon Sengoku Fūroku (ja), scénarisé par Shingo Nihashi (二橋進吾)).

### Son retour
C'est en 2001, après quelques one-shots, que Tetsuo Hara, désormais âgé de 40 ans, retrouve Buronson (qui n'a qu'un rôle limité à la supervision du scénario) pour une préquelle très attendue de Hokuto no Ken : Sôten no Ken (Le Poing du Ciel Bleu), prépubliée dans le mensuel nouvellement créé Bunch Comics. C'est la première fois, depuis Hana no Keiji, qu'Hara franchit le cap des 6 volumes. Le succès est au rendez-vous.
Finalement, sa carrière continue de nos jours, avec Sōten no Ken, qui vient de s'achever en août 2010 avec 22 volumes (et disponible chez nous grâce à Génération Comics), mais également avec Hana no Keiji, pour lequel il s’occupe chaque mois de la jaquette de la nouvelle édition couleur.
Il est également devenu un homme d’affaires puisqu’il a racheté les droits de ses séries et qu’il a ouvert (en juillet dernier) avec son précèdent éditeur Nobuhiko Horie (actuel président de Coamix) un studio d'animation. North Star Picture adaptera Angel Heart (suite de City hunter) de son ami Tsukasa Hōjō (dont l’éditeur est Coamix) mais surtout d’une série d’OAVs et de films sur Hokuto no Ken à partir du printemps 2006.

### Ses autres activités
Cependant la carrière de Tetsuo ne s’est pas seulement résumée au monde de la bande dessinée, celui-ci a notamment été illustrateur pour différents romans, illustrateur et designer de personnages de jeux vidéo ou encore auteur de quelques « Short Stories » pour son éditeur de toujours, la Shūeisha.
Il commença ces Short Stories dans les numéros 5 et 6 de l’hebdomadaire Shōnen Jump en 1993, dans une histoire intitulée Shokugyō Kyōshu ~Zhi Ye Xiong Shō~ (Profession assassin ~Zhi Ye Xiong Shō~), une nouvelle publiée en 2 fois 15 pages sur un étrange tueur à gages Hong-Kongais issue d’une histoire originale de Arimasu Ōsawa. Tout en continuant son travail habituel de mangaka, il scénarisa et dessina Kaen no shō (Kaen l’enflammé) une Short Story de 55 pages parue dans le Spring Special de la Shūeisha qui mettait à l’œuvre tous les grands artistes de la maison L’histoire narre les aventures de Shō, un jeune homme disciple d’un grand maître chinois dont les parents ont été assassinés…
Peu de temps après, dans le numéro 43 du Shōnen Jump de 1996, il lance une autre petite histoire qui lui est propre : Kiseki moyuru toki (Le moment où le pyroxène s’enflamme), une histoire de 47 pages sur un prince dont la bien-aimée a été enlevée par le Maître de la lune. Cette histoire est comme Mad Fighter peut l’être pour Hokuto no Ken, un prologue à Aterui The Second. Sa dernière Short Story en date s’appelle Chase ~tsuiseki~ (Course poursuite), une histoire militaire dont le scénario est d’un certain Yoshiyuki Okamura qui n’est autre que Buronson... Les 2 hommes se sont retrouvés en 1997 pour cette courte histoire de 40 pages publiée dans le numéro 2 de Manga-Allman.
La carrière de Tetsuo ne s’arrête pas là pour autant, puisqu’il a également travaillé sur 2 romans, le premier est une série de 4 volumes Kō ryū no mimi (L’oreille du dragon jaune) publiée de 1991 à 1993 dans les Jump Novels de la Shūeisha. Comme pour sa première Short Story, Tetsuo Hara s’est allié à Arimasu Ōsawa pour le scénario de cette histoire, celle d’un agent secret envoyé en Inde pour enquêter sur une louche affaire d’opium.
Le second, lui, est beaucoup plus personnel (bien qu'il se soit encore une fois associé à Buronson), puisqu’il s’agit de Jubaku no machi, un roman sur Hokuto no Ken en guise d’ultime conclusion à la célèbre saga, éditée en 1996 à la Shūeisha également. En 2003, le studio ACGT en a adapté le contenu en 3 OAVs, peu appréciés des fans.
Enfin, Tetsuo Hara a également travaillé en 1993 pour le jeu Muscle Bomber de Capcom. Il a conçu les diverses illustrations du jeu mais également le design des personnages.

## Œuvres

### Œuvres principales
- The Iron Don Quijote, dans le Weekly Shōnen Jump, 1982-1983.
- Ken le Survivant, dans le Weekly Shōnen Jump, en collaboration avec Buronson, 1983-1988.
- Cyber Blue, dans le Weekly Shōnen Jump, en collaboration avec Bob et Ryuichi Mitsui, 1988-1989.
- Keiji, dans le Weekly Shōnen Jump, en collaboration avec Keiichirō Ryū et Mio Asō, 1990-1993.
- Kagemusha Tokugawa Ieyasu, dans le Weekly Shōnen Jump, en collaboration avec Keiichirō Ryū et Shō Aikawa, 1994-1995.
- Takeki Ryūsei, dans le Weekly Shōnen Jump, 1995.
- Sakon - Sengoku Fūunroku-, dans le Weekly Shōnen Jump, en collaboration avec Keiichirō Ryū et Shingo Futahashi, 1995.
- Hydra, dans le Manga Aliman, en collaboration avec Tadashi Ikuta, 1997-1998.
- Kōkenryoku Ōryō Sōsakan Nakabō Rintarō, dans le Bart 3230, en collaboration avec Makoto Sataka, 1998-2000.
- Aterui the Second, dans le Monthly Gotta, en collaboration avec Katsuhiko Takahashi, 2000.
- Ken: Fist of the Blue Sky, dans le Weekly Comic Bunch, en collaboration avec Buronson, 2001-2010.
- Ikusa no Ko: The Legend of Oda Nobunaga, dans le Monthly Comic Zenon, en collaboration avec Seibo Kitahara, 2010-en cours.

### One-shot
- Super Challenger, dans le Weekly Jump: Special Edition, 1982.
- Mad Fighter, dans le Fresh Jump, 1982.
- Crash Hero, dans le Weekly Jump, en collaboration avec Tetsuyuki Akuzawa, 1982.
- Hokuto no Ken, dans le Fresh Jump, 1983.
- Hokuto no Ken II, dans le Fresh Jump, 1983.
- Zhí Yè Xiōng Shǒu, dans le Weekly Jump, en collaboration avec Arimasa Osawa, 1993.
- Kaen no Shō, dans le Weekly Jump Spring Special, 1995.
- Kiseki Moyuru Toki, dans le Weekly Jump, 1996.
- Chase, dans le Manga Aliman, en collaboration avec Buroson, 1997.
- Hokuto no Ken: Last Piece, dans le Comic Zenon, en collaboration avec Buroson, 2013.

### Œuvres secondaires
- Saturday Night Slam Masters, illustrations promotionnelles, 1993.
- Muscle Bomber Duo, illustrations promotionnelles, 1993.
- Ring of Destruction: Slam Masters II/Super Muscle Bomber, illustrations promotionnelles en jeu, 1994.
- Itadaki Muscle!, illustrations pour le générique d'introduction, 2006.
- Mori no Senshi Bonolon, producteur et character designer, 2006.
- Gifū Dōdō!! Naoe Kanetsugu -Maeda Keiji Tsuki-gatari-, dans le Weekly Comic Bunch, en collaboration avec Nobuhiko Horie et Yuji Takemura, 2008-2010.
- Thank You for the Music!, illustration dos d'album, en collaboration avec Ryo Fukawa, 2010.
- Gifū Dōdō!! Naoe Kanetsugu -Maeda Keiji Sake-gatari-, dans le Monthly Comic Zenon, en collaboration avec Nobuhiko Horie et Yuji Takemura, 2010-2014.
- Gifū Dōdō!! Hayate no Gunshi -Kuroda Kanbee-, dans le Monthly Comic Zenon, en collaboration avec Nobuhiko Horie et Yuji Takemura, 2013-2017.
- Gifū Dōdō!! Naoe Kanetsugu -Maeda Keiji Hana-gatari-, dans le Monthly Comic Zenon, en collaboration avec Nobuhiko Horie et Masato Deguchi, 2014-2018.
- Maeda Keiji Kabuki Tabi, dans le Monthly Comic Zenon, en collaboration avec Nobuhiko Horie et Masato Deguchi, 2019-en cours.

## Sources
- Shaka999jp (d · c), « Site francophone consacré à Tetsuo Hara et ses œuvres » (version du 12 décembre 2007 sur Internet Archive)
- (en + de + fr + ja) Masanao Amano, Manga Design, Cologne, Taschen, coll. « Mi », 15 mai 2004, 576 p., 19,6 cm × 24,9 cm, broché (ISBN 978-3-8228-2591-4, présentation en ligne), p. 414-417édition multilingue (1 livre + 1 DVD) : allemand (trad. originale Ulrike Roeckelein), anglais (trad. John McDonald & Tamami Sanbommatsu) et français (trad. Marc Combes)